# گل انتقام
گل انتقام (انگلیسی: Flower of Revenge؛ کره‌ای: 가시꽃) یک مجموعه تلویزیونی محصول کره جنوبی در سال ۲۰۱۳ با بازی جانگ شین یونگ، کانگ کیونگ جون، سو دو یونگ، سا هی، جونگ جی یون و لی وون سوک است. این مجموعه اولین درام روزانه شبکه جی‌تی‌بی‌سی بود و از ۴ فوریه تا ۱ اوت ۲۰۱۳، روزهای دوشنبه تا جمعه ساعت ۲۰:۱۵ (کی‌اس‌تی) پخش شد.